# Weem Old Parish Kirk

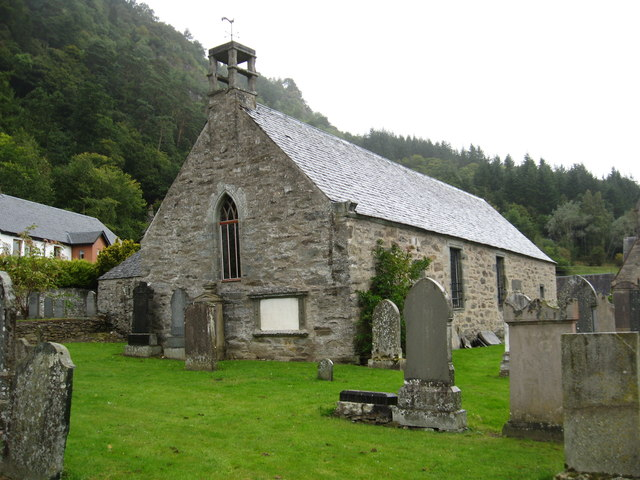
Weem Old Parish Kirk

Die Weem Old Parish Kirk, auch Old Kirk of Weem oder Weem Old Church, ist ein Kirchengebäude in der schottischen Ortschaft Weem in der Council Area Perth and Kinross. 1971 wurde das Bauwerk in die schottischen Denkmallisten in der höchsten Denkmalkategorie A aufgenommen. Der umgebende Kirchhof ist außerdem als Kategorie-C-Bauwerk klassifiziert.

## Geschichte
Die Kirche ist Cuthbert von Lindisfarne geweiht, der in den 650er Jahren in dieser Region missioniert haben soll. Das früheste Kirchengebäude am Standort ist im Jahre 1235 belegt. Ein exaktes Baujahr der heutigen Weem Old Parish Kirk ist nicht überliefert. Vermutlich war es jedoch Robert Menzies, der das Gebäude um 1488 errichten ließ. Im Jahre 1609 wurde das Gebäude überarbeitet. Der reich ornamentierte Altar der Menzies stammt aus dem Jahre 1614. Abermals wurde die Kirche im Laufe des 18. Jahrhunderts überarbeitet. Durch einen Kirchenneubau wurde Weem Old Kirk 1835 obsolet. Der auf dem nahegelegenen Castle Menzies residierende Clan Menzies nutzt das Gebäude seitdem als Mausoleum. Sein Dach wurde um 1935 erneuert.

## Beschreibung
Die Weem Old Parish Kirk steht inmitten des umgebenden Friedhofs im Zentrum von Weem. Sie weist einen T-förmigen Grundriss auf. Ihr Mauerwerk besteht aus Bruchstein. In den beiden Giebelseiten sind gotische Maßwerke eingelassen. Oberhalb der beiden Eingangsportale an der Südseite finden sich eine Wappenplatte beziehungsweise eine Inschrift mit Baujahr. Eine Bruchsteinmauer umfriedet den Kirchhof. Auf diesem finden sich Grabsteine aus dem 17. und 18. Jahrhundert.